# 아작
아작은 대한민국의 SF 전문 출판사이다. 또한 처음 아작의 시작은 디자인 회사였으며, 지속 가능한 책을 만들 수 있는 분야라고 판단하고, 2014년에 SF 출판을 결정하게 되었으며, 2015년에 코리 닥터로우의 "리틀 브라더"를 시작으로, 출판사의 반열에 들게 된다. 아작 출판사는 대한민국의 SF 팬들에게 SF 장르에 대한 비전이 있다는걸 보여주는 신호탄과 같은 역할을 하였다.
아작측은 대한민국의 SF 시장에서 부족한건 작가와 독자, 시장이 아니라 SF 전문 출판사라고 진단하였으며, 그리고 첫번째 작품인 리틀 브라더의 경우 테러방지법 반대 필리버스터 당시 서기호의원이 이 책을 들고나와서 화제가 되기도 하였다. 아작의 스펙트럼은 넓은편으로 제임스 팁트리 주니어의 페미니즘 SF를 최초로 번역하여 소개하기도 하였으며, 또한 하드 SF인 중력의 임무도 20년만에 복간하게 된다.

## 출간작 목록
| 번호 | 제목                        | 저자                   | 역자   | 출간일           |
| ---- | --------------------------- | ---------------------- | ------ | ---------------- |
| 047  | 사소한 자비                 | 앤 레키                | 신해경 |                  |
| 048  | 사장을 죽이고 싶나          | 원샨                   | 정세경 |                  |
| 049  | 완전사회                    | 문윤성                 |        |                  |
| 050  | 개는 말할 것도 없고         | 코니 윌리스            | 최용준 |                  |
| 051  | 개는 말할 것도 없고         | 코니 윌리스            | 최용준 |                  |
| 052  | 천공의 용소년               | 허문일, 김동일, 남산수 |        |                  |
| 053  | 신의 망치                   | 아서 C. 클라크         | 고호관 |                  |
| 054  | 여자에게 어울리지 않는 직업 | P. D. 제임스           | 이주혜 |                  |
| 055  | 블랙 아웃 1                 | 코니 윌리스            | 최용준 |                  |
| 056  | 블랙 아웃 2                 | 코니 윌리스            | 최용준 |                  |
| 057  | 구미베어 살인사건           | dcdc(홍지운)           |        | 2018년 10월 15일 |
| 058  | 삼사라                      | 김창규                 |        | 2018년 10월 15일 |
| 059  | 자신을 행성이라 생각한 여자 | 반다나 싱              | 김세경 | 2018년 11월 20일 |
| 060  | 돌이킬 수 있는              | 문목하                 |        | 2018년 12월 5일  |